# Nørreport Station
 For alternative betydninger, se Nørreport. (Se også artikler, som begynder med Nørreport)
Nørreport Station er en station i København, der sammen med Københavns Hovedbanegård er de eneste stationer med både Metro-, S-togs-, regionaltogs- og fjerntogstrafik. Stationen er en fuldstændig undergrundsstation – det vil sige, der ikke er togtrafik i gadeplan, kun nedgang til perroner. I 2019 havde den 31.170.648 påstigere.

## Udformning
Der er for få eller ingen kildehenvisninger i dette afsnit, hvilket er et problem. Du kan hjælpe ved at angive troværdige kilder til de påstande, som fremføres.

Nørreport Station er anlagt som en undergrundsstation. To par dobbeltspor med midtliggende perroner til hhv. S-tog og regional-/fjerntog ligger på langs under Nørre Voldgade, idet de to perroner ligger lidt forskudt i forhold til hinanden. Metroens to spor går vinkelret under de fire andre spor med station under Frederiksborggade nordvest herfor. En gangtunnel forbinder metroperronen med de to andre perroner og Frederiksborggades sydøstlige del.
I gadeplan er der etableret forskellige overdækninger, kiosker, cykelparkering, busstoppesteder og trapper til perronerne. Begyndende fra nordøst er der i Øster Voldgade umiddelbart nord for krydset med Gothersgade og Nørre Voldgade en trappe til fjerntogsperronen og cykelparkering. Efter krydset ligger stationens faciliteter fordelt på en plads langs den sydøstlige side af Nørre Voldgade frem til krydset med Nørregade. På denne plads er der placeret en række let forsænkede områder til cykelparkering. Desuden er der en række udluftningsrør i tilslutning til fjerntogsperronen. Umiddelbart før krydset med Frederiksborggade midt på pladsen er der en overdækning med kiosk og trappe til S-togsperronen. Efter krydset følger en større overdækning med kiosk, information, trapper og elevatorer til S-tog og fjerntog samt toiletter. Lige før krydset med Nørregade er der endnu en overdækning med trappe til S-togsperronen. Efter krydset med Nørregade er der en cykelparkering og en busvendeplads med tilhørende chaufførbygning for de busser, der har endestation ved Nørreport Station.
Metrostationen ligger som nævnt under Frederiksborggade. Ved krydset med Nørre Voldgade er der en trappe i midterabatten ned til en forhal, hvorfra der er rulletrappe ned til selve perronen. Desuden er der elevatorer ved både krydset og ved Israels Plads.
På Nørre Voldgade er bil-, bus- og cykeltrafik samlet på den nordvestlige side langs pladsen. Der er to busstoppesteder i hver retning for forskellige linjer samt et afsætningsstoppested for de linjer, der har endestation ved Nørreport Station. Desuden er der et stoppested i Frederiksborggade umiddelbart før krydset med Nørre Voldgade. Derimod er der ikke parkeringspladser i umiddelbar tilknytning til stationen, men der findes et underjordisk parkeringsanlæg i nærheden under Israels Plads.
Den samlede længde af stationsanlægget for S-tog og fjerntog alene er ca. 400 meter fra Nørregade i den sydlige ende til et stykke efter Gothersgade i den nordlige ende. Bredden varierer mellem 22 og 32 meter.

## Historie
Stationen er opkaldt efter den i 1857 nedrevne byport Nørreport, der mindes med en kilometersten på Frederiksborggade ved stationen. Stationen blev anlagt i forbindelse med Boulevardbanen og åbnede 1. juli 1918. De to vestre jernbanespor, der fra starten var beregnet til nærtrafik, og som siden 1934 har indgået i S-banen, blev dog først taget i brug 1. oktober 1921, idet materialeknapheden under 1. verdenskrig forsinkede anlægget. Oprindeligt var der kun planlagt perroner ved nærtrafiksporene, men pga. forsinkelsen i anlægsarbejdet indså man, at lokaltogene til Rungsted i hvert fald midlertidigt skulle benytte fjerntogssporene, og derfor valgte man også at bygge en perron her. Pladsen tillod dog kun en perron, der var væsentligt smallere end nærtogsperronen og ligger lidt forskudt i forhold til denne.[kilde mangler]
På overfladen bestod stationen oprindeligt af to cirkelrunde bygninger på hver side af Frederiksborggade − i folkemunde kaldet suppeterrinerne − der rummede billetsalg, ventilationsanlæg og en lille ventesal for sporvognspassagerer. Arkitekten for de nybarokke pavilloner var DSB's overarkitekt Heinrich Wenck. Disse bygninger blev revet ned i 1932 i forbindelse med en ombygning af stationen forud for S-banens åbning, men trappenedgangene blev dog genbrugt. Dekorative elementer fra den oprindelige station kunne indtil nedrivningen (2011-2013) ses ved de to trapper til S-togs-perronen – en balustrade med attisk båndslyng ved den sydligste trappe og et par piller bærende kugler ved den nordligste trappe. Desuden eksisterer stuklofterne i "rørene" stadig. Samtidig måtte man i 1932 sænke nærtrafiksporene for at gøre plads til køreledninger. Det samme skete i 1985 for fjerntrafiksporene i forbindelse med elektrificeringen af Kystbanen. Den nye station fra 1934 blev tegnet af Wencks efterfølger K.T. Seest. Som noget nyt var stationsnavnet bøjet i neonrør på taget af den funktionalistiske bygning. I 1980'erne blev de oprindelige bueåbninger mellem S-togs- og fjerntrafikperronerne blændet af og erstattet af støjdæmpende paneler.[kilde mangler]

### Metrostationen
I 1990'erne blev det besluttet at anlægge en metro i København, der blandt andet skulle have en station ved Nørreport under Frederiksborggade og med en underjordisk transfertunnel til jernbanestationen.
Under anlægget af metroen blev man i foråret 1999 klar over, at jordforholdene omkring stationen var mere komplicerede end først antaget, og at udgravningen af gangtunnelen ville medføre store gener for S-togs-trafikken. Man overvejede en mindre kompliceret højtliggende tunnel hen over S-togs- og fjerntogssporene, men efter længere tids politisk tovtrækkeri mellem DSB, Banestyrelsen, Ørestadsselskabet og trafikministeren valgte man i januar 2000 at holde fast i den oprindeligt planlagte dybtliggende tunnel. I de 30 måneder, udgravningen stod på, var jorden omkring Nørreport frosset ned, således at man kunne grave uden at vand og sand kunne strømme væk og ødelægge stationen og de omkringliggende bygninger. I 9 måneder var halvdelen af S-togs-perronen spærret, således der kun var udstigning fra togenes forreste fire vogne.
Metrostationen åbnede 19. oktober 2002, og Nørreport fungerede i syv måneder som endestation for metrotogene fra Amager, indtil den næste etape blev taget i brug i maj året efter.
For metro stationen var passagertallet pr. dag i 2012 i gennemsnit 37.400 personer.

### Luftforurening
Regional- og fjerntogsperronen på Nørreport Station er et af de mest luftforurenede steder i Danmark, og DSB har i årevis fået dispensation til at overskride grænseværdierne for luftforurening. Perronen er derudover meget smal, mindre end halvdelen af S-togsperronens bredde. Det er de dieseldrevne tog ved fjerntogsperronen, der er hovedkilde til forureningen, der anses for særlig farlig, fordi den bl.a. består af ultrafine partikler i nanostørrelse. En måling foretaget for Ingeniøren i 2008 viste, at luften på perronerne indeholder omkring 300 mio. ultrafine partikler pr. liter luft. Miljøzonen i Københavns Kommune trådte i kraft pr. 1. september 2008 og omfatter bl.a. krav om filtre på dieselkøretøjer på vejene, men jernbanetransporten er undtaget for krav om filtre og tidssvarende teknologi.

### Ny Nørreport
Grundet bl.a. dårlig luftkvalitet og ringe belysning havde DSB i 2000'erne et nyt Nørreport på tegnebordet. Det nye design skulle sikre forbedret luftkvalitet og belysning, endvidere var der også et ønske om, at trafikken i området blev afvikles anderledes, så stationen kom på den ene side af Nørre Voldgade og biltrafikken i den anden. Før renoveringen lå stationen mellem to vejbaner. Arbejdet blev estimeret til at vare ca. fem år og koste mellem en 0,5-1,0 milliarder DKK. Dette projekt ville også indbære en aflang glaskuppel over hele regionaltogsområdet.
Som et alternativ foreslog daværende overborgmester Ritt Bjerregaard (S) og teknik- og Miljøborgmester Klaus Bondam (R) i Politiken at erstatte de nuværende stationsbygninger med en nytænkning. Det nye Nørreport ville udover naturligvis at indeholde en banegård også indeholde et højhus og måske endda et underjordisk butikscenter. Dette skulle indgå i overvejelserne omkring anvendelsen af stationsarelaet i forbindelse med en ombygning af dette.
I oktober 2009 blev et bredt flertal af Folketingets partier enige om en igangsættelse af en modernisering, der bl.a. skulle sikre luftkvaliteten på fjerntogsperronen. Projektet gennemførtes mellem 2011 og 2014 og indebar, at fjerntogsperronen var lukket i otte måneder.
Der blev udskrevet en arkitektkonkurrence om Ny Nørreport, og den 3. november 2009 kunne overborgmester Ritt Bjerregaard præsentere vinderen. Ny Nørreport blev udført af:
- Banedanmark var bygherre på betonrenovering og på Trafikstyrelsens projektforslag for renovering af fjerntogsperronen.
- DSB stod for nye, tidssvarende stationsbygninger.
- Københavns Kommune stod for indretning af pladsen i gadeplan, mens Gottlieb Paludan Architects, Cobe og Bartenbach LichtLabor udgjorde teamet af arkitekter og belysningsspecialister.
- Grontmij fungerede som rådgiver på aktiviteterne både under og over jorden.
- Rambøll var rådgiver på trafik og signaler.[14]

16. september 2011 blev det offentliggjort at arbejdet skulle udføres i en hovedentreprise af et konsortium bestående af Per Aarsleff og E. Pihl & Søn. De fik bl.a. til opgave at renovere betonkonstruktionerne i tunnelrørene, udføre brandsikring og etablere nyt ventilationsanlæg. I gadeplan etableredes en ny stationsforplads, nye stationsbygninger og 2.100 cykelparkeringspladser. Det underjordiske arbejde var færdigt i foråret 2014, og blev afsluttet med genåbningen af fjerntogsperronen d. 22. april 2014, mens arbejdet over jorden afsluttedes i starten af 2015.
Cobe stod også for plantegningen for Nørreports nye design. Tegningen baserede sig på et flowdiagram, der afspejlede, hvilke linjer fodgængere og cyklister bevægede sig i hen over Nørreport. Diagrammet skabte nogle små »øer« rundt omkring på pladsen, der sjældent blev betrådt af københavnerne. De blev brugt til cykelstativer. De runde former fra øerne går igen i stationens tage. Kjeld Vindum (lektor, Kunstakademiets Arkitektskole)og redaktør af bogen »Den nye bølge i dansk arkitektur') fremhæver i sin bog 'Den nye bølge i dansk arkitektur' dette design som eksempel på den mere konceptbaserede tendens, der i 2010'erne gjorde op med traditionen inden for dansk arkitektur.
I forbindelse med virkeliggørelsen af Ny Nørreport forsvandt de sidste synlige spor af Heinrich Wencks station (de to trapper, hvor den vestlige havde balustrader med attisk båndslyng og den nordlige piller med kugler) og af K.T. Seests station (stationsbygningen af glas).
En trappe til 157 mio kr fra Metroen til Frederiksborggade blev færdiggjort omkring årsskiftet 2015/2016. Metroselskabet betalte de 100 mio kr, mens DSB betalte de 57 mio kr for at kunne fryse jorden under arbejdet.

## Busterminal
Busterminalen består af 7 stoppesteder:
- 6A mod Buddinge st.; 15E mod Forskerparken; 25 mod Oceankaj; 94N mod Hillerød st.; 150S mod Kokkedal st./Gl. Holte; 184 mod Holte st.; 185 mod Klampenborg st.
- 5C mod Herlev Hospital/Husum Torv; 14 mod Østerbro, Ryparken
- 350S mod Ballerup st.
- 94N mod Rådhuspladsen
- 5C Københavns Lufthavn/Sundbyvester Plads;
- Afsætning, 6A, 15E, 25, 150S, 184, 185 og 350S

I Nørre Voldgade umiddelbart syd for stationen er der desuden vendeplads for linje 6A, 15E, 14 25, 150S, 350S, 184 og 185.

## Galleri
- Nørreport Station i gadeplan.
- Nørreport Station i gadeplan.
- Cykelparkering og udluftningsrør.
- Tæt trafik af busser.
- S-togsperronen.
- Fjerntogsperronen.
- Nedgang til metrostationen.
- Metrostationens mellemetage.
- Metrostationen.

### Historiske træk
- Kilometersten til minde om den gamle Nørreport.
- Sporvogn på linje 5 i 1970.
- Den gamle stationsbygning.
- Cykelkaos i 2007.
- Den gamle endestation for buslinje 42, 150S, 173E, 184 og 185.
- Ombygningen i 2014.

## Antal rejsende
Ifølge Østtællingen var udviklingen i antallet af dagligt afrejsende med fjerntog:
| År   | Antal | År   | Antal | År   | Antal  | År   | Antal  |
| ---- | ----- | ---- | ----- | ---- | ------ | ---- | ------ |
| 1984 | 6.737 | 1993 | 6.532 | 2000 | 6.818  | 2005 | 11.644 |
| 1987 | 6.876 | 1995 | 6.665 | 2001 | 6.344  | 2006 | 13.030 |
| 1990 | 6.221 | 1996 | 5.921 | 2002 | 5.610  | 2007 | 11.729 |
| 1991 | 7.924 | 1997 | 6.401 | 2003 | 8.846  | 2008 | 10.672 |
| 1992 | 6.615 | 1998 | 7.350 | 2004 | 10.813 |      |        |

Ifølge Østtællingen var udviklingen i antallet af dagligt afrejsende med S-tog:
| År   | Antal  | År   | Antal  | År   | Antal  | År   | Antal  |
| ---- | ------ | ---- | ------ | ---- | ------ | ---- | ------ |
| 1957 | 20.944 | 1974 | 26.169 | 1991 | 31.035 | 2001 | 24.405 |
| 1960 | 20.777 | 1975 | 25.302 | 1992 | 31.562 | 2002 | 24.317 |
| 1962 | 22.086 | 1977 | 25.724 | 1993 | 30.725 | 2003 | 35.996 |
| 1964 | 23.579 | 1979 | 34.332 | 1995 | 31.541 | 2004 | 41.929 |
| 1966 | 24.721 | 1981 | 36.276 | 1996 | 32.473 | 2005 | 40.775 |
| 1968 | 25.931 | 1984 | 34.151 | 1997 | 30.590 | 2006 | 41.771 |
| 1970 | 26.673 | 1987 | 34.513 | 1998 | 29.994 | 2007 | 41.275 |
| 1972 | 27.998 | 1990 | 31.094 | 2000 | 26.061 | 2008 | 41.323 |

Ifølge Ørestadsselskabet var udviklingen i antallet af dagligt afrejsende med Metroen:
| År         | Antal  |
| ---------- | ------ |
| 11.12.2002 | 18.868 |
| 02.04.2004 | 29.761 |
| 15.04.2005 | 32.033 |